# Уан Плюс 7T
OnePlus 7T и OnePlus 7T Pro са смартфони на китайската компания OnePlus, работещи на Android.
OnePlus 7T беше анонсиран на 26 септември 2019 година. OnePlus 7T Pro беше представен на 10 октомври 2019 година. Серията OnePlus 7T е наследник на серията OnePlus 6T.
OnePlus 7T, OnePlus TV Q1 и Q1 Pro съвместно счупиха рекорда за продажби в индийския сегмент на Amazon.

## Спецификации
|                     | OnePlus 7T                                                                           | OnePlus 7T Pro |
| ------------------- | ------------------------------------------------------------------------------------ | --- |
| Екран (в инча)      | 6.55 Optic AMOLED, 1080 x 2400 px, 20:9                                              | 6.67 Optic AMOLED, 1080 x 3120 px, 19.5:9                                                                                                 |
| RAM                 | 8 GB                                                                                 | 12 GB |
| Вътрешна памет      | 128/256 GB                                                                           | 256 GB |
| Задна камера        | 48+12+16 MP, автофокус, LED светкавица, 4K@30/60fps, 1080p@30/60/240fps, 720p@960fps | 48+8+16 MP, автофокус, LED светкавица, 4K@30/60fps, 1080p@30/60/240fps, 720p@960fps DxOMark оцени камерата на OnePlus 7T Pro на 114 точки |
| Предна камера       | 16 MP, 1080p@30fps                                                                   | 16 MP, 1080p@30fps |
| Процесор            | осемядрен, 1x2.96 GHz Kryo & 3x2.42 GHz Kryo 4x1.78 GHz Kryo                         | осемядрен, 1x2.96 GHz Kryo & 3x2.42 GHz Kryo 4x1.78 GHz Kryo                                                                              |
| Операционна система | Android 10, OxygenOS 10.0.7                                                          | Android 10, OxygenOS 10.0.4 |
| Размери             | 160.9 x 74.4 x 8.1                                                                   | 162.6 x 75.9 x 8.8 |
| Тегло               | 190 г                                                                                | 206 г |

## Варианти
OnePlus 7T и OnePlus 7T Pro се изготвят в няколко варианта в зависимост от региона на продажба:
| Модел             | Версия | Регион          |
| ----------------- | ------ | --------------- |
| OnePlus 7T        | HD1900 | Китай           |
| OnePlus 7T        | HD1901 | Индия           |
| OnePlus 7T        | HD1903 | Европа          |
| OnePlus 7T        | HD1905 | Северна Америка |
| OnePlus 7T        | HD1907 | T-Mobile        |
| Модел             | Версия | Регион          |
| OnePlus 7T Pro    | HD1910 | Китай           |
| OnePlus 7T Pro    | HD1911 | Индия           |
| OnePlus 7T Pro    | HD1913 | Европа          |
| Модел             | Версия | Регион          |
| OnePlus 7T Pro 5G | HD1925 | T-Mobile        |

## McLaren Edition
OnePlus 7T Pro McLaren Edition е модел от серия 7T с поддръжка на 5G. Моделът се продава само в САЩ в магазините от веригата T-Mobile.
Продажбите на McLaren Edition през първото тримесечие на 2020 година са с 2% по-високи от продажбите на OnePlus 6T за същия период на 2019 година.
Моделът напълно отговаря на версията OnePlus 7T Pro 12/256 GB. В софтуера е включена специална тема. Моделът се предлага в ексклузивния цвят Papaya Orange.